# Ил-80
Ил-80 (име по класификацията на НАТО: Maxdome) е руски въздухлователен команден самолет. Представлява модификация на самолет Ил-86.
Първият такъв самолет полита през лятото на 1985 г., като първите бройки започват да бъдат произвеждани през 1987 г. Към днешна дата общо четири бройки са създадени на базата на Ил-86. През 1992 г. е въведен в експлоатация. Пълните спецификации на самолета все още остават тайна.
Целта на самолета е да бъде въздушен команден център за руски държавни служители, включително и президента, по време на ядрена война. Самолетът не разполага с външни прозорци (освен тези в кокпита), така че да е по-устойчив към ядрен взрив. Вратата е само една.